# Terapevtsko okno
Terapevtsko okno pomeni razpon odmerka učinkovine, v katerem slednja učinkuje varno brez nesprejemljivih neželenih učinkov. Pri zdravilih z ozkim terapevtskim oknom je treba plazemsko koncentracijo zdravila skrbno spremljati, da se vzdržuje učinkoviti odmerek, ne da bi se presegla raven, ki že povzroča toksično delovanje. Kot kvantitativno merilo terapevtskega okna se lahko uporablja terapevtski indeks, ki se izračuna kot razmerje med srednjim toksičnim odmerkom (TD50), ki pri polovici opazovanih osebkov povzroči toksične učinke, in srednjim terapevtskim odmerkom (ED50), ki pri polovici opazovanih osebkov povzroči ustrezni zdravilni učinek:
{\displaystyle {\mbox{Terapevtski indeks}}={\frac {\mathrm {TD} _{50}}{\mathrm {ED} _{50}}}}